# Teodor Peterson
Teodor Anders Peterson (Umeå, 1º maggio 1988) è un ex fondista svedese.

## Biografia
In Coppa del Mondo ha esordito il 7 marzo 2009 a Lahti (16°) e ha ottenuto la prima vittoria, nonché primo podio, il 4 dicembre 2011 a Düsseldorf.
In carriera ha preso parte a tre edizioni dei Giochi olimpici invernali, Vancouver 2010 (11° nella sprint, 15° nella sprint a squadre), Soči 2014 (2° nella sprint, 3° nella sprint a squadre) e Pyeongchang 2018 (9º nella sprint), e a cinque dei Campionati mondiali (7° nella sprint a Falun 2015 il miglior risultato).

## Palmarès

### Olimpiadi
- 2 medaglie:
  - 1 argento (sprint a Soči 2014)
  - 1 bronzo (sprint a squadre a Soči 2014)

### Coppa del Mondo
- Miglior piazzamento in classifica generale: 12º nel 2012
- Vincitore della Coppa del Mondo di sprint nel 2012
- 10 podi (6 individuali, 4 a squadre):
  - 2 vittorie (1 individuale, 1 a squadre)
  - 6 secondi posti (3 individuali, 3 a squadre)
  - 2 terzi posti (individuali)

#### Coppa del Mondo - vittorie
| Data            | Località   | Nazione   | Spec.                    |
| --------------- | ---------- | --------- | ------------------------ |
| 4 dicembre 2011 | Düsseldorf | Germania  | TS TL (con Jesper Modin) |
| 12 gennaio 2013 | Liberec    | Rep. Ceca | SP TC                    |

Legenda:

TC = tecnica classica

TL = tecnica libera

SP = sprint

TS = sprint a squadre

#### Coppa del Mondo - competizioni intermedie
- 5 podi di tappa:
  - 2 vittorie
  - 1 secondo posto
  - 2 terzi posti

##### Coppa del Mondo - vittorie di tappa
| Data             | Località | Nazione   | Competizione   | Disciplina |
| ---------------- | -------- | --------- | -------------- | ---------- |
| 25 novembre 2011 | Kuusamo  | Finlandia | Nordic Opening | SP TC      |
| 14 marzo 2014    | Falun    | Svezia    | Finali         | SP TC      |

Legenda:

TC = tecnica classica

SP = sprint